# KZ Syrez

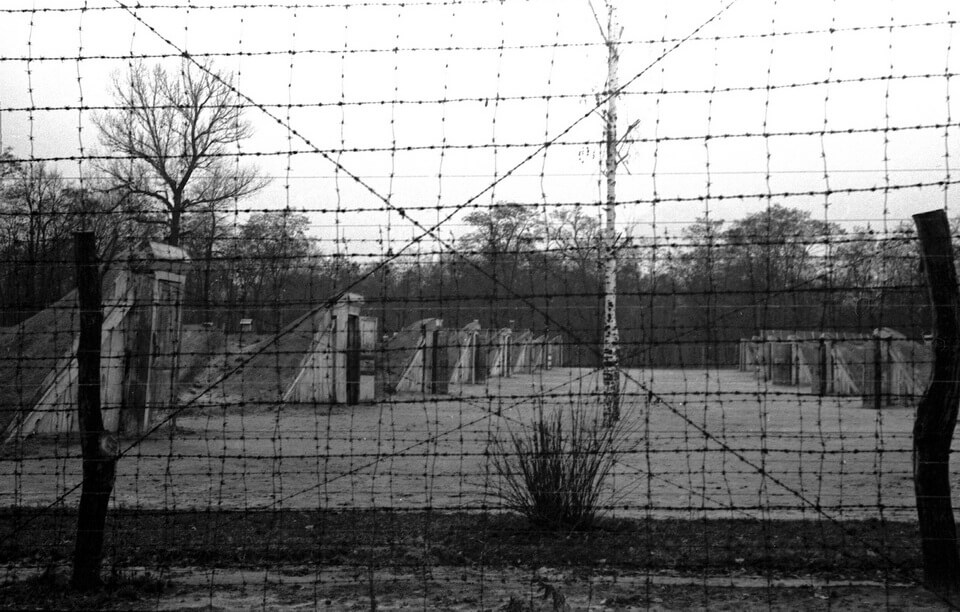
Blick von außen durch den Stacheldraht

Das Arbeitserziehungslager Syrez oder Syrezkyj wurde im April 1942 am Nordrand der Stadt Kiew errichtet, nur wenige hundert Meter von Babyn Jar (russ. Babi Jar) entfernt. Es fasste etwa 3000 Gefangene. Lagerleiter war SS-Sturmbannführer Paul Radomski (auch Radomsky). Von den etwa 10.000 Häftlingen starb mehr als die Hälfte.

## Errichtung

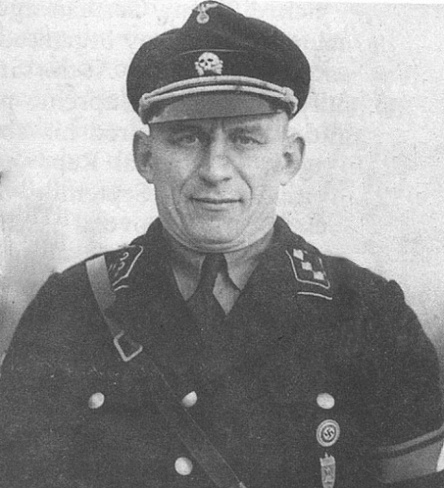
Paul Radomski, SS-Kommandant

Auf Anregung des Beauftragten zum Aufbau einer ukrainischen Kriminalpolizei und des Leiters der Abteilungen IV und V des Kommandeurs der Sicherheitspolizei und des SD (KdS) in Kiew, Hans Schumacher, errichtete der KdS Erich Ehrlinger im April 1942 ein „Arbeitserziehungslager“ für politische Aktivisten, Kriminelle und jüdische Facharbeiter am Nord-Westrand der Stadt Kiew, heute ein Vorort.
Mit diesem Haft-, Terror und Hinrichtungsort gab es ab diesem Zeitpunkt neben den zwei Entscheidungsmöglichkeiten, die Häftlinge entweder zu exekutieren oder freizulassen, auch die Einweisung in dieses „Arbeitserziehungslager“. Jedoch wurden nur kräftige Handwerker, die keine Familie besaßen, dorthin eingewiesen. Alle anderen Juden wurden weiterhin erschossen oder vergast (Gaswagen).

## Betrieb und Erschießungen
Die inhaftierten Frauen und Männer waren in Erdhöhlen mit Metalldächern untergebracht. Der größte Teil war unterernährt, manche verhungerten. Radomski führte im Lager ein Schreckensregiment. Für die geringsten Verfehlungen erfand er schwerste Schikanen und schlug die Gefangenen oft mit der Peitsche.
Es gab regelmäßige Erschießungen, größere dieser „Aktionen“ im Oktober und November 1942, sowie im März 1943. Nach dem Kiewer Todesspiel vom 9. August 1942 wurden dort acht Fußballspieler des offiziell aufgelösten Klubs Dynamo Kiew interniert. Drei von ihnen wurden im Februar 1943 bei einer Massenexekution auf Befehl Radomskis erschossen.
Insgesamt wurden etwa 10.000 Häftlinge in das Arbeitserziehungslager Syrez eingewiesen, mindestens die Hälfte überlebte dies nicht.

## Sonderaktion 1005
1943 wurden im Rahmen der Sonderaktion 1005 zur Vertuschung von Massenmorden 327 Gefangene als Zwangsarbeiter eingesetzt, um die Leichen des Massakers von Babyn Jar zu „enterden“, angeblich 40.000 bis 45.000 Menschen, und auf Scheiterhaufen, die aus benzingetränkten Eisenbahnschwellen aufgeschichtet wurden, zu verbrennen. Danach wurden die Zwangsarbeiter als Mitwisser von den Einsatzgruppen der Sicherheitspolizei und des SD erschossen. Einige entkamen und berichteten nach dem Krieg über diese Verbrechen.

## Gedenken
Häftlinge der „Arbeitserziehungslager“ galten in Deutschland nicht als politisch oder rassisch verfolgt, daher gab es für sie keine Entschädigung – die für Ausländer ohnehin nicht vorgesehen war. Durch Neuregelung im Jahr 2000 konnten diejenigen, die trotz der kaum vorhandenen Quellenlage ihre Inhaftierung nachweisen oder glaubhaft machen konnten, einen finanziellen Ausgleich von höchstens 7700 Euro erhalten.